# Club Ciudad Sahagún
Club Ciudad Sahagún ist ein ehemaliger mexikanischer Fußballverein aus Ciudad Sahagún (offiziell Fray Bernardino de Sahagún) in der Gemeinde Tepeapulco, Bundesstaat Hidalgo. Der Verein war über nahezu die gesamten 1970er-Jahre in der zweiten und dritten Liga vertreten.

## Geschichte
Zur Saison 1970/71 wurde die erste Fußballmannschaft des Vereins in die seinerzeit drittklassige Tercera División aufgenommen, in der sie in den nächsten 4 Spielzeiten (bis einschließlich zur Saison 1973/74) vertreten war.
Aufgrund der für die Saison 1974/75 vorgesehenen Erweiterung der zweitklassigen Segunda División wurde der Club Ciudad Sahagún neben einigen anderen Mannschaften, die über den erforderlichen finanziellen Rückhalt für die Zweitklassigkeit zu verfügen schienen, in diese Liga aufgenommen. Die Spielzeit wurde allerdings mit der negativen Bilanz von nur 7 Siegen, 14 Remis und 25 Niederlagen auf dem vorletzten Platz der Gesamttabelle beendet, wodurch der Verein in der Relegationsrunde antreten musste. Dort unterlag die Mannschaft gegen die Estudiantes de Querétaro mit 1:1 und 1:2, wodurch sie gleich nach der ersten Zweitliga-Saison wieder in die Tercera División abstieg.
Nachdem die Mannschaft die folgende Saison 1975/76 in der dritten Liga verbracht hatte, erwarb sie die Lizenz des ebenfalls im Bundesstaat Hidalgo ansässigen Zweitligisten Atlético Tepeji del Río, wodurch sie für die Saison 1976/77 in die Segunda División zurückkehrte. Diesmal absolvierte die neu formierte Mannschaft eine erfolgreiche Spielzeit und beendete ihre Gruppe 2 mit der Bilanz von 16 Siegen, 19 Remis und 11 Niederlagen auf dem zweiten Platz, wodurch sie sich für die Endrunde qualifizierte. Dort verpasste sie aufgrund von 2 Punkten Rückstand auf den Gruppensieger Querétaro Fútbol Club die Finalteilnahme, die der Querétaro FC gegen den anderen Gruppensieger CF Atlante mit 2:4 und 1:2 verlor.
Trotz dieser erfolgreichen Saison veräußerte der Verein seine Zweitligalizenz nach nur einem Jahr an Inter de Acapulco und setzte in der kommenden Spielzeit aus. Zur Saison 1978/79 stieg der Verein wieder in die Tercera División ein, ehe am Ende der Saison 1979/80 der Rückzug aus dem halbprofessionellen Ligafußball folgte.